# أماندا لونكار
أماندا لونكار (بالإنجليزية: Amanda Loncar)‏ مواليد 26 فبراير 1982 في أركاتا، هي ممثلة أمريكية.

## وصلات خارجية
- أماندا لونكار على موقع IMDb (الإنجليزية)
- أماندا لونكار على موقع قاعدة بيانات الفيلم (الإنجليزية)